# أجيت كومار سينغ
أجيت كومار سينغ هو سياسي هندي، ولد في 2 أكتوبر 1962 في بوجبور في الهند، وتوفي في 1 أغسطس 2007. نشط حزبياً في جنتا دال. وقد انتخب عضو لوك سابها ‏.